# Князев, Василий Алексеевич
Василий Алексеевич Князев (Сигалев) (24 марта 1934 года — 31 августа 2022 года) — советский и белорусский тренер по волейболу. Заслуженный тренер СССР (1985). Участник Великой Отечественной войны.

## Биография
Родился 24 марта 1932 года в Ленинграде, в семье рабочего Алексея Сигалева.
В 1939 году семья переехала на место жительство в деревню Смоловка, Белорусской ССР.
В 1941 году после начала Великой Отечественной войны находился с семьёй в оккупации. В 1942 году за связь с партизанами, немецкими войсками были расстреляны отец и мать на глазах у Василия Сигалева. С 1942 года бежал в один из партизанских отрядов действовавших на территории Гродненской области. С 1944 года был принят в качестве сына полка на должность связного сапёрной роты в 203-й отдельный отряд разминирования в составе 3-го Белорусского фронта, в составе отряда дошёл до Восточной Пруссии и штурмовал Кенигсберг; во время боёв получил осколочное ранение в левую ногу. В 1946 году был демобилизован из рядов Советской армии и направлен для обучение в Московское суворовское военное училище, в котором проучился только один год.
В 1947 году переехал в город Вилейка, Белорусской ССР, где начал обучение в средней общеобразовательной школе, в этом же году был усыновлён председателем местного районного исполнительного комитета Алексеем Князевым, передавшим ему свою фамилию. С 1948 года вместе с новой семьёй переезжает в город Гродно, где начинает заниматься волейболом под руководством Михаила Ивановича Школенко. В 1951 году волейбольная команда в составе которого был Князев впервые в истории Гродно выиграла Первенство Белорусской республики. С 1952 года являлся членом юношеской сборной Белорусской ССР по волейболу. В 1954 году после окончания средней школы, поступает на физико-математический факультет Гродненского государственного педагогического института, одновременно с обучением в институте работал тренером по волейболу детской команды Гродненского дома офицеров. В 1955 году поступил на заочное отделение в Белорусский государственный институт физической культуры и спорта, продолжая при этом работать тренером в Гродненском доме офицеров.
В 1961 году команда Гродно под руководством Князева выиграла Первенство СССР по волейболу в Ленинграде. С 1968 года начал работать в Минске на должности старшего тренера мужской команды по волейболу «Буревестник». С 1971 по 1981 год, в течение десяти лет работал тренером юношеской команды Белорусской ССР. С 1981 по 1991 год, в течение десяти лет работал тренером по волейболу Спортивного комитета Белорусской ССР, являясь главным тренером сборной мужской молодёжной команды Белорусской ССР по волейболу. С 1991 года по контракту работал тренером по волейболу в Иордании, Шри-Ланке и Польше. С 1992 по 1994 год работал тренером-методистом Минской спортивной детско-юношеской школы олимпийского резерва № 6, возглавлял тренерский совет в Белорусской федерации волейбола. Под руководством и при участии Князева сборная команда белорусских волейболистов дважды становилась чемпионом Всесоюзной школьной спартакиады; шестнадцать раз выиграла Первенство Белоруссии с юношами и девушками; трижды становились Чемпионами СССР. Среди его воспитанников и учеников было три олимпийских чемпиона, пятнадцать заслуженных тренеров Республики Беларусь и около сорока мастеров спорта СССР.
Умер 31 августа 2022 года в Минске

## Известные ученики
- Сапега, Александр Николаевич (2-х кратный Чемпион Европы 1981, 1983; 8-кратный чемпион СССР);
- Сапега, Юрий Николаевич (Серебряный призёр Олимпийских игр 1988 и Мира 1990; Чемпион Европы по волейболу 1991; 7-кратный чемпион СССР);
- Бутько, Александр Анатольевич (Чемпион Олимпийских игр 2012 и Европы 2017);
- Алекно, Владимир Романович (2-кратный чемпион СССР)[1][2][3]

## Награды
- Орден Отечественной войны 2-й степени;
- Орден «Знак Почёта»;
- Медаль «За взятие Берлина»;
- Медаль «Партизану Отечественной войны» 1-й степени;
- Медаль «За победу над Германией в Великой Отечественной войне 1941—1945 гг.»;
- Медаль «За взятие Кенигсберга»;
- Медаль «За доблестный труд в Великой Отечественной войне 1941—1945 гг.»[1][2][3];
- Почётная грамота Президиума Верховного Совета БССР[3]

### Спортивные звания
- Заслуженный тренер СССР (1985)
- Заслуженный тренер Белорусской ССР (1973)[5]